# Misr Lel-Makkasa (futsal)
Misr Lel-Makkasa – egipski klub futsalowy z siedzibą w mieście Fajum, obecnie występuje w najwyższej klasie Egiptu. Jest sekcją futsalu w klubie sportowym Misr Lel-Makkasa SC. W 2015 występował w World Intercontinental Futsal Cup

## Sukcesy
- Mistrzostwo Egiptu (1): ..., 2019